# Рин Там
Рин Там (Тарту, 12. август 1981) естонска је генетичарка и заговорница науке у популарној култури. Шефица је Одељења за политику младих и талентованих у оквиру естонског Министарства образовања и истраживања. Претходно је била директорка Омладинске академије Универзитета у Тартуу.
Као студенткиња радила је на истраживању тиопурин-метилтрансферазе. Трентуно ради на Универзитету у Тартуу. 

## Рани живот и образовање
Рин Там је рођена у естонском граду Тарту и одрасла је у селу Пери, близу Пилве, као кћи два лекара. Похађала је гимназију у Тартуу од 1997. до 2000. године. Од 2001. до 2005. године била је студенткиња на Универзитету у Тартуу, где је студирала молекуларну дијагностику, а затим је од 2005. до 2007. године завршила мастар студије. Њен мастер рад под називом Фармакогенетика људске тиопурин метилтрансферазе: Корелација генотипа и фенотипа и анализа хаплотипа у естонској популацији је радила под надзором ментора Андреаса Метспалуа и Керсти Оселин. Након тога, започела је своје докторске студије из хумане генетике.

## Истраживања и популаризација науке
Рин Там је објављивала радове у научним часописима и представљала истраживања широј јавности на другим местима, укључујући новине, радија, телевизију, као и ангажман од 2016. до 2022. године, као једна од судија у седам узастопних сезона на естонском научном такмичењу Ракет 69 (ест. Rakett69). У питању је естонски научни шоу који се емитује на државној естонској телевизији. Циљ му је популаризација природних наука у Естонији, а такмичари се боре за стипендију од 10.000 евра.

## Додатни професионални ангажман
Тамм је члан управног одбора Естонског друштва за хуману генетику и Естонске асоцијације за геронтологију и геријатрију, и председница Научног програма Комитета Годишње међународне конференције Генетски Форум коју организује Геном Фондација Естоније. 
Године 2011. изабрана је као једна од 26 научника који ће путовати по Естонији и учествовати на догађајима у школама и академским институцијама у оквиру иницијативе Фондације Архимед и Министарства образовања и истраживања.

## Награде
- 2014 – Признање од Универзитета у Тартуу за активног студента који промовише студентски живот на универзитету.
- 2012 – Друга награда у категорији Најбољи популаризатор научника, новинара, наставника итд. у области науке и технологије Естонска национална награда за комуникацију науке 2012.
- 2011 – ДоРа стипендија за докторске студије на Универзитету у Љубљани, Словенија.
- 2011 – Стипендија Европске конференције о људској генетици.
- 2011 – Награда за најбољу усмену презентацију, 11-13.05, 6. заједнички састанак Тарту-Турку-Талин Истраживање науке и културе, Талин, Естонија.
- 2010 – Стипендија Артур Линд од Геном Фондације Естоније.
- 2009 – Путна стипендија за Балтичку летњу школу 2009. од ЕУ под програмом Марија Кири.
- 2008 – Диплома за мастер рад од Естонског министарства образовања и истраживања.
- 2007 – ЕМБО путна стипендија спонзорисана од стране Министарства истраживања Аустрије.
- 2007 – Стипендија Европске конференције о људској генетици.
- 2006 – Стипендија Федерације европских биохемијских друштава (Youth Travel Fund).
- 2005 – Стипендија Федерације европских биохемијских друштава.[3]